# Pietro Francesco Galeffi
Pietro Francesco Galeffi, italijanski rimskokatoliški duhovnik, škof in kardinal, * 27. oktober 1770, Cesena, † 18. junij 1837, Rim.

## Življenjepis
11. julija 1803 je bil povzdignjen v kardinala in imenovan za kardinal-duhovnika S. Bartolomeo all'Isola.
10. maja 1814 je postal uslužbenec Rimske kurije in 14. maja 1817 prefekt.
31. avgusta 1819 je bil imenovan za naslovnega nadškofa Damaska in 12. septembra istega leta je prejel škofovsko posvečenje.
29. maja 1820 je bil imenovan za kardinal-škofa Albana in 29. maja 1830 še za kardinal-škofa škofa Porta e Santa Rufine.